# Ur varselklotet
Ur varselklotet är en svensk science fiction-konstbok från 2014 av Simon Stålenhag och utgiven på Fria Ligan. Boken innehåller framförallt bilder men också tillbakablickar i löpande text av ett alternativt Sverige under 1980-talet, där bland annat stora Transformersliknande robotar förekommer, liksom dinosaurier. En uppföljare, Flodskörden, kom 2016.
2020 gjordes en amerikansk TV-serie baserad på Ur varselklotet som skapats av Nathaniel Halpern. Serien med originaltitel Tales from the Loop visades på Amazon Prime Video.

## Rollspelet Ur varselklotet
2017 släpptes ett rollspel baserat på Ur varselklotet som designats av Nils Hintze. Rollspelet skapades från en Kickstarterkampanj av Fria Ligan, som överträffade sitt gräsrotsmål och samlade in totalt 3 745 896 svenska kronor från 5 600 donatorer. Ett till rollspel har släppts, baserat på Flodskörden år 2019.